# A Small Fortune
A Small Fortune ist ein Thriller von Adam Perry, der im Oktober 2021 in Kanada veröffentlicht wurde und im März 2022 beim Manchester Film Festival seine offizielle internationale Premiere feierte.

## Handlung

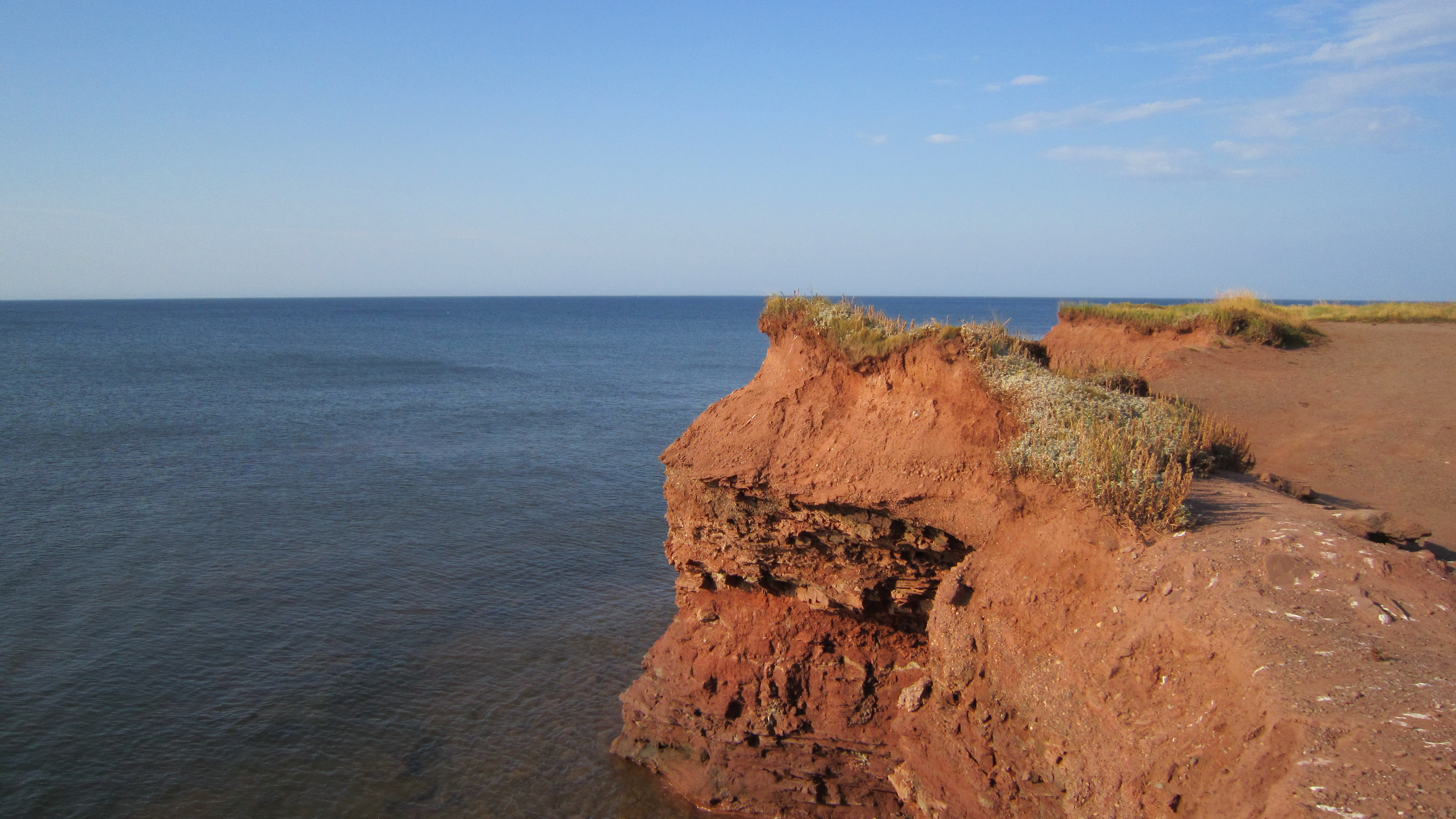
Die Dreharbeiten fanden im Norden der Atlantik-Insel Prince Edward Island statt

Als Kevin Doucette vor der Küste von Prince Edward Island eine Tasche mit Geld findet, entschließt er sich, dies für sich zu behalten. Durch seine unbedachte Entscheidung verwandelt er das malerische Fischerdorf zum Schauplatz des Verbrechens.

## Produktion
Regie führte Adam Perry, der auch das Drehbuch schrieb. Dieselbe Geschichte erzähle Perry in seinem 17-minütigen Kurzfilm mit dem Titel A Blessing from the Sea aus dem Jahr 2017.
Stephen Oates spielt in der Hauptrolle Kevin Doucette, Liane Balaban seine Ehefrau Sam.
Die Dreharbeiten fanden Ende des Jahres 2019 im Norden von Prince Edward Island statt. Regisseur Perry lebt selbst in Charlottetown auf der im Atlantik im Osten Kanadas gelegenen Insel. Als Kameramann fungierte Jeff Wheaton.
Am 21. Oktober 2021 wurde der Film in Kanada veröffentlicht. Die offizielle internationale Premiere erfolgte im März 2022 beim Manchester Film Festival. Am 18. März 2022 kam der Film in ausgewählte kanadische Kinos.

## Auszeichnungen
Manchester Film Festival
- Nominierung im Wettbewerb
- Auszeichnung für das Beste Drehbuch (Adam Perry)[1]